# Триатома протракта
Триатома протракта (Triatoma protracta) е кръвопиещо насекомо от разред Полутвърдокрили.

## Общи сведения
- Дължина на тялото: 2 cm.
- Тялото е тъмнокафяво.

## Разпространение
Често срещано в югозападните части на САЩ и в Южна Америка. Обитава горите и гнездата на дървесните гризачите от род Неотома, но често влизат в жилищата на хората.

## Начин на живот и хранене
Активно през нощта. Пробива устните, клепачите или ушите на жертвата. Триатома протракта може да причини анафилактичен шок. Преносител на Trypanosoma crusi — причинител на смъртоносната болест на Чагас. В Латинска Америка случаите на заразяване с този паразит са много повече, отколкото в САЩ.

## Размножаване
Размножават се веднъж годишно.